# Franjo Feldi
Franjo Feldi (Srijemska Mitrovica, 1. siječnja 1938. – Zagreb, 9. prosinca 2017.), general-pukovnik HV i hrvatski slikar. Živio je i radio u Zagrebu.

## Životopis

### Mladost i obrazovanje
Rođen je u Srijemskoj Mitrovici kao dvanaesto dijete majke Evice r. Šučak i oca Stjepana. Školovanje započinje u Srijemskoj Mitrovici. Godinu dana kasnije s obitelji je preselio u Zagreb gdje pohađa osnovnu školu i nižu gimnaziju. Višu gimnaziju završava u Srijemskoj Mitrovici 1957. godine. Nakon toga odlazi na Vojnu akademiju u Beograd, koju završava 1960. godine. Istovremeno uči slikanje kod akademskog slikara Branka Jolera.

### Vojna služba
Službovao je u Brčkom, Požegi, Sisku, Novom Pazaru, Beogradu i Zagrebu. Nakon završetka vojnog obrazovanja ostaje u Beogradu na Ratnoj školi kao nastavnik strategije do 1986. godine, kada se vraća u Zagreb.

#### Domovinski rat
U srpnju 1991., kao pukovnik JNA, smijenjen je s dužnosti prvog operativca 5. vojne oblasti u Zagrebu, u kolovozu napušta JNA i 3. rujna 1991. priključuje se Zboru narodne garde. Tijekom Domovinskog rata obnaša visoke vojne dužnosti: prvi operativac u Zapovjedništvu Zbora narodne garde, prvi načelnik Operativne uprave Glavnog stožera HV kod generala Antona Tusa gdje je iz čina brigadira 10. ožujka 1992. promaknut u čin general-bojnika. Pomoćnik je za borbeni sektor u Glavnom stožeru OSRH.
U lipnju 1998. imenovan je prvim zapovjednikom Ratne škole OSRH „Ban Josip Jelačić" i promaknut u čin general-pukovnika. Umirovljen je 30. prosinca 2002. godine.

### Likovno stvaralaštvo
Za vrijeme gimnazijskog školovanja i kasnije u Vojnoj akademiji, član je likovne radionice, te izlaže na njihovim skupnim izložbama. Tijekom službovanja nastaju skice i crteži, akvareli i ulja na platnu.
Za vrijeme Domovinskog rata prestaje slikati, ne želeći na platno prenositi ratna razaranja i strahote, a umijeće slikanja prenosi na planove ratnih operacija Hrvatske vojske. Iz tog vremena nastale su samo skice i neki crteži o akcijama i operacijama Hrvatske vojske.
Nakon rata ponovno slika, vraćajući se motivima svoje rodne ravnice. U vrijeme službovanja u Ratnoj školi „Ban Josip Jelačić" slikarski opus proširuje djelima s motivima Zaprešića i Novih Dvora. Od umirovljenja intenzivira slikarsku aktivnost.
Sudjelovao je na više likovnih kolonija i izlagao na nekoliko samostalnih i više skupnih izložbi u Hrvatskoj. Član je Hrvatskog likovnog društva Zagreb, Udruge likovnih stvaralaca Zaprešić i Akademije Art Zaprešić. U sklopu manifastacije „Srijem u Hrvatskoj" 2002. godine. organizirao je likovnu koloniju Srijemskih slikara na Jarunu i Novim dvorima u Zaprešiću.
Franjo Feldi umro je u Zagrebu 9. prosinca 2017. godine.

## Nagrade i priznanja
Feldi je odlikovan visokim vojnim odličjima Kneza Domagoja s lentom, Bana Jelačića, Hrvatskim trolistom, Pleterom i medaljama „Bljesak" i „Oluja", Spomenicom Domovinskog rata i Domovinske zahvalnosti.
Bio je član je Izvršnog odbora Udruge prognanih Hrvata Srijema, Bačke i Banata.

## Vanjske poveznice
- mš: Komemoracija i misa zadušnica za general-pukovnika Franju Feldija  Arhivirana inačica izvorne stranice od 15. prosinca 2017. (Wayback Machine), Direktno.hr, 13. prosinca 2017.
- Franjo Feldi  Arhivirana inačica izvorne stranice od 15. prosinca 2017. (Wayback Machine), Klub Zaprešićana
- S.J.T.: Zaboravljeni general: oslobađao je Hrvatsku, zbog njega su oslobođeni generali u Haagu, Slobodna Dalmacija, 13. prosinca 2017.